# Boris Tomiak
Boris Tomiak (* 11. September 1998 in Essen) ist ein deutscher Fußballspieler.

## Karriere
Tomiak wechselte im Sommer 2017 aus der U19 in die 1. Mannschaft von Rot-Weiss Essen, für die er bereits im Frühjahr 2017 zu drei Pflichtspieleinsätzen gekommen war. Insgesamt spielte er drei Spielzeiten für RWE in der Regionalliga West. Er kam auf 25 Ligaeinsätze und erzielte dabei einen Treffer, daneben kam er auch auf sieben Partien im Niederrheinpokal und konnte 2017 und 2019 mit dem Verein jeweils das Finale erreichen, jedoch nicht gewinnen.
Im Sommer 2019 wechselte er innerhalb der Liga zur SG Wattenscheid 09. Im Oktober 2019 musste der Verein Insolvenz anmelden und stellte somit den Spielbetrieb ein. Daraufhin trainierte er bei der zweiten Mannschaft von Fortuna Düsseldorf mit und verständigte sich mit dem Verein auf eine Verpflichtung im Sommer 2020. Im November 2019 einigte er sich außerdem auf einen Wechsel zum Verein Altona 93, für den er ab Januar 2020 spielberechtigt war. Hier kam Tomiak je einmal in der Regionalliga Nord und im Hamburger Pokal zum Einsatz. Am 23. März wurde die Saison wegen der Corona-Pandemie abgebrochen. In der Saison 2020/21 bildete er bei der zweiten Mannschaft von Fortuna Düsseldorf mit Tim Oberdorf ein Duo in der Innenverteidigung, das zu den stärksten in der Regionalliga West gezählt wurde. Einmal wurde Tomiak außerdem in den Spieltagskader der Zweitligamannschaft von Fortuna berufen, kam aber zu keiner Einwechslung.
Zur Saison 2021/22 wechselte Tomiak zum 1. FC Kaiserslautern in die 3. Liga. Er etablierte sich sofort als Stammspieler in der Innenverteidigung zusammen mit Kevin Kraus und Alexander Winkler und verpasste lediglich zwei Saisonspiele wegen Gelbsperren. Er stieg in seiner ersten Saison mit der Mannschaft in die 2. Bundesliga auf und war dort weiterhin unangefochtener Stammspieler. Im Januar 2023 hatte Tomiak seinen Vertrag beim FCK verlängert.
Im Winter-Transferfenster der Zweitligasaison 2024/25 wechselte Tomiak vom 1. FC Kaiserslautern zu Hannover 96. Er unterschrieb einen Vertrag mit einer Laufzeit von dreieinhalb Jahren.